# Joanna Werners
Joanna Werners (Paramaribo, 25 december 1953) is een Nederlands schrijfster van Surinaamse afkomst.
Joanna Werners volgde de Algemene Middelbare School (AMS) in Paramaribo en kwam op haar 18e naar Nederland. Zij werkt als lerares economische vakken en lichamelijke opvoeding. Ze schreef poëzie, maar debuteerde in 1987 met de sterk autobiografische roman Droomhuid. Zij schetst hierin hoe een vrouw heen en weer geslingerd wordt tussen haar liefde voor een zwarte en voor een witte vrouw, met het zwart bewustzijn als inzet. Verhalende stukken worden afgewisseld met gedichten, brieven en dagboekfragmemen in een artistiek niet geheel vlekkeloos en nogal nadrukkelijk literair geheel. Droomhuid is de eerste lesbisch-feministische roman in de Surinaamse letteren.
Na haar debuut volgden de romans Vriendinnenvrouwen (1994), Amba, vrouw van het Surinaamse erf (1996), Zuigend moeras (1990) en Schaamteloze warmte (2002), alle rond zwarte vrouwen en hun psychische en maatschappelijke emancipatie en de lesbische liefde. Eind 2007 verscheen de dichtbundel Sluimerende schaduwen in de poëziereeks De Windroos.

## Over Joanna Werners
- Michiel van Kempen, Een geschiedenis van de Surinaamse literatuur. Breda: De Geus, 2003, deel II, pp. 1124-1126.